# Colle Umberto
Colle Umberto est une commune italienne d'environ 5 200 habitants située dans la province de Trévise dans la région Vénétie dans le nord-est de l'Italie.

## Géographie
Le territoire de la commune de Colle Umberto est divisé en deux centres situés sur des collines morainiques, au pied des Préalpes vénitiennes, et situés entre Vittorio Veneto et Conegliano, dans une zone à prédominance agricole, célèbre pour la production de vin prosecco.
Les zones cultivées sont développées sur les pentes douces des collines. Parmi les collines, outre les deux principales, le Col di Manza, à la frontière avec le Castello Roganzuolo, est important.
La zone est traversée au nord-est par la rivière Meschio.

### Hameaux
- San Martino di Colle Umberto

### Communes limitrophes
Cappella Maggiore, Conegliano, Cordignano, Godega di Sant'Urbano, San Fior, Vittorio Veneto

## Histoire
Appelée « Colle » jusqu'en 1867, en raison de sa position perchée sur la colline, elle prit son nom actuel cette année-là, à la suite de la visite du roi d'Italie Umberto Ier.
Elle est habitée depuis la préhistoire, comme en témoignent de nombreuses découvertes archéologiques remontant à la civilisation paléo-vénitienne. À l'époque romaine, l'artère de communication qui reliait les grands centres d'Oderzo (Opitergium) et de Ceneda (Cenetae) traversait son territoire.
C'est l'élément physique le plus significatif, la colline, qui a donné son nom à la commune à l'époque médiévale, comme le documentent plusieurs textes : Collis (1016), Collice (1138), Colize (1143), Colice (1175).
L'agrément de la zone fut une raison suffisante pour fonder une abbaye (aujourd'hui siège municipal, entièrement reconstruit) dédiée à Saint Pierre Apôtre à Colle, par les Pères Crociferi auxquels succédèrent les Bénédictins de Pomposa qui étaient déjà à Colle en 1074. Le premier document dans lequel le monastère de St Pierre de Colle est mentionné est une bulle du pape Anastase IV de 1154, avec laquelle une controverse surgie entre les chanoines de la cathédrale de Ceneda et les moines bénédictins fut résolue en confirmant la possession de l'abbaye de Pomposa à St Pierre de Colle. Au XIVe siècle, à la suite du déclin de Pomposa, elle fut transformée en abbaye commendatoire ; en 1561, l'un des abbés commendataires était le cardinal Carlo Borromeo.
Colle et San Martino faisaient partie du fief des Caminesi jusqu'en 1337, date à laquelle ils passèrent sous la domination de Venise et y restèrent jusqu'en 1797. Durant cette période, grâce à la sécurité et au bien-être garantis par la Sérénissime, Colle devint un lieu de grand intérêt environnemental et paysager, c'est pourquoi de nombreuses familles de la noblesse vénitienne le choisirent pour y construire leurs maisons de campagne (villas vénitiennes). En 1773, la république de Venise fit passer l'abbaye à l'administration de l'évêque de Ceneda, dont elle devint la résidence d'été.
Pendant la brève domination française de 1797 et autrichienne (1797-1805), Colle et San Martino conservèrent leur autonomie administrative jusqu'à ce que les communes de Colle et San Martino soient créées par la loi du 22 décembre 1807 du royaume d'Italie. Trois ans plus tard, toutes deux firent partie de la commune de Ceneda. En 1815, elles revinrent sous la domination autrichienne jusqu'à l'annexion de la Vénétie au royaume d'Italie en 1866. Après la défaite de Caporetto en octobre 1917, le 8 novembre Colle Umberto fut envahie par les troupes allemandes, remplacées par les troupes autrichiennes en mars suivant, qui créèrent deux aéroports dans la région de Campardone et celle de Veglia. Le château de Lucheschi fut incendié le 16 novembre 1917. Le 29 octobre 1918, les troupes italiennes occupèrent Colle Umberto. Pendant la Seconde Guerre mondiale, Colle Umberto fut le théâtre de violents affrontements entre troupes allemandes et partisans ainsi que de bombardements répétés des Alliés : au cours de l'un d'eux (29 avril 1945), la villa Lucheschi fut détruite.

## Économie
- Jekko
- Ormet

## Administration
| Période                                  | Période   | Identité           | Étiquette                  | Qualité |
| ---------------------------------------- | --------- | ------------------ | -------------------------- | ------- |
| avril 1995                               | juin 2004 | Maria Barbero      | Coalition de centre gauche |         |
| juin 2004                                | juin 2009 | Edoardo Scarpis    | Coalition de centre droit  |         |
| juin 2009                                | mai 2014  | Giuseppe Donadel   | Coalition de centre droit  |         |
| mai 2014                                 | mai 2019  | Edoardo Scarpis    | Liste civique              |         |
| mai 2019                                 | en cours  | Sebastiano Coletti | Liste civique              | Avocat  |
| Les données manquantes sont à compléter. |           |                    |                            |         |

## Jumelages
- La Balme-de-Sillingy (France) depuis 1984[2]
- San Lawrenz (Malte) depuis 2005[3]

## Personnalités liées à Colle Umberto
- Emilio Bottecchia
- Ottavio Bottecchia
- Alfonso Piccin